# Parliament TV (Malte)
Parliament TV est une chaîne de télévision maltaise parlementaire qui diffuse les travaux de la Chambre des représentants. La chaîne est exploitée par le radiodiffuseur national Public Broadcasting Services dans le cadre d'un accord avec la Chambre des représentants.

## Histoire
La chaîne est créée en 2015 à la suite du déménagement de la Chambre des représentants dans le nouveau siège du parlement à La Valette.
Avant 2012, les travaux de la Chambre des représentants faisaient simplement l'objet d'une couverture audio des débats parlementaires sur Radju Malta 2. Le parlement lance un projet pilote en mai 2012 pour retransmettre en direct les débats et les réunions des commissions sur Internet jusqu'à ce que le Parlement déménage dans son nouveau bâtiment, correctement aménagé pour la diffusion télévisée en direct.

## Source de la traduction
- (en) Cet article est partiellement ou en totalité issu de l’article de Wikipédia en anglais intitulé « Parliament TV (Malta) » (voir la liste des auteurs).